# TNPL Pugalur
TNPL Pugalur là một thị xã panchayat của quận Kapur thuộc bang Tamil Nadu, Ấn Độ.

## Nhân khẩu
Theo điều tra dân số năm 2001 của Ấn Độ, TNPL Pugalur có dân số 5880 người. Phái nam chiếm 51% tổng số dân và phái nữ chiếm 49%. TNPL Pugalur có tỷ lệ 72% biết đọc biết viết, cao hơn tỷ lệ trung bình toàn quốc là 59,5%: tỷ lệ cho phái nam là 79%, và tỷ lệ cho phái nữ là 64%. Tại TNPL Pugalur, 8% dân số nhỏ hơn 6 tuổi.